# Biểu tình Mường Nhé 2011
Biểu tình Mường Nhé 2011 là một cuộc biểu tình của 7.000 người H'Mông xảy ra vào tháng 5 năm 2011 ở huyện Mường Nhé thuộc tỉnh Điện Biên tại Việt Nam.

## Bối cảnh
Thành lập năm 2002 theo Nghị định số 08/NĐ-CP của Chính phủ Việt Nam, Mường Nhé là phần gộp lại của sáu xã trước thuộc huyện Mường Tè tỉnh Lai Châu và huyện Mường Lay tỉnh Điện Biên. Huyện Mường Nhé được chính quyền coi là huyện thuộc "vùng sâu, vùng xa, vùng đặc biệt khó khăn" với hơn 52.684 nhân khẩu, trong đó người H'Mông chiếm đa số với 36.811 nhân khẩu (chiếm 69,6%).
Vấn đề tuyên truyền, thành lập "nhà nước Mông" trên địa bàn các tỉnh vùng cao, đặc biệt tại huyện Mường Nhé, tỉnh Điện Biên manh nha xuất hiện từ những năm 2003, 2004, sau đó nhanh chóng lan rộng ra toàn huyện. Từ năm 2005 xuất hiện một số đối tượng cầm đầu tuyên truyền thành lập nhà nước Mông, như Sùng Vả Mình, Hờ Tủa Mình. Năm 2007, Sùng A Sài bị bắt vì hoạt động tích cực tuyên truyền lập "Vương quốc Mông" tại xã Huổi Lếch. Năm 2009, xuất hiện 2 nhóm tuyên truyền thành lập Nhà nước Mông riêng biệt là nhóm Vàng A Ía và nhóm Tráng A Chớ.
Trong điều kiện đó, nhiều người bị cho là mê tín nên đã đi tìm một niềm tin mới – gián tiếp cho sự ra đời của đạo Vàng Chứ, một đạo thuyết cho rằng những người sống trên trần gian sẽ đối diện với "ngày tận thế" vào ngày 21 tháng 5 cùng năm và sau khi chết họ sẽ được các vua H'Mông đưa đến một "Miền Đất Hứa" và việc xưng Vua riêng cho người Mông, lập nên một vùng tự trị tại đây.

## Diễn biến
Vào tháng 4 năm 2011, Vàng A Ía, Thào A Lù đã cùng một số người H'Mông đi tuyên truyền, lôi kéo đồng bào người Mông từ các nơi về để tụ tập tại bản Huổi Khon xã Nậm Kè, Mường Nhé với mục đích "Xưng vua, lập Vương quốc Mông".
Trong trung tuần tháng 4, một lượng lớn người Mông từ các tỉnh Tây Bắc thậm chí cả ở Đắk Lắk, Đắk Nông, đã theo lời tụ họp tập trung tại Mường Nhé. Từ ngày 30 tháng 4 đến ngày 6 tháng 5 năm 2011, đã có khoảng 7.000 người Mông ồ ạt kéo về bản Huổi Khon, dựng lều bạt để tụ tập, chờ đợi sự xuất hiện của vua Mèo/biểu tình đòi tự do tôn giáo và các quyền tự trị cho huyện Mường Nhé. Các lực lượng chức năng sau đó đã được huy động để tuyên truyền, thuyết phục và giải tán đám đông Huổi Khon.
Sau khi vụ biểu tình thất bại, Vàng A Ía sau đó đã bỏ trốn ra nước ngoài và tiếp tục móc nối với các đối tượng trong nước để lôi kéo người Mông tham gia huấn luyện quân sự, tiếp tục ý đồ lập "Vương quốc Mông". Ngày 13 tháng 3 năm 2011, Tòa án nhân dân tỉnh Điện Biên đã mở phiên tòa xét xử sơ thẩm vụ án phá rối an ninh xảy ra tại Mường Nhé. Tám đối tượng đã bị xét xử với mức tù từ 2 năm đến 30 tháng.
Vào ngày 15 tháng 10 năm 2012, 13 đối tượng do Giàng Pà Tỉnh cầm đầu đã trang bị súng tấn công đồn biên phòng Sen Thương, làm một Đại úy hy sinh và bốn cán bộ công an khác bị thương. Ngày 7 tháng 4 năm 2014, Tòa án nhân dân tỉnh Điện Biên đã kết thúc phiên tòa lưu động, công khai xét xử Giàng A Tỉnh và 21 đồng phạm về tội "Hoạt động phỉ báng chính quyền" căn cứ theo quy định tại Điều 83, Bộ luật Hình sự.

### Hậu quả
Vào thời điểm vụ biểu tình xảy ra, theo hãng thông tấn DPA của Đức, đã có ít nhất 40 người biểu tình được cho là thủ lĩnh của người H'Mông ở Điện Biên đã bị công an bắt, trong đó có ít nhất 3 em nhỏ đã bị chết. Trong khi đó, Trung tâm Phân tích Chính sách Công (CPPA) tại Washington DC ngày 9 tháng 5 năm 2011 đã ra thông cáo báo chí cho rằng đã có ít nhất 63 người chết và hơn 1.000 người H'Mông chạy thoát vào rừng trong khoảng thời gian từ ngày 30 tháng 4 năm 2011 đến ngày 9 tháng 5 năm 2011 - khi vụ biểu tình đã kết thúc. Tuy nhiên, về phía công an giám sát vụ việc, đã không có thương vong hay bạo lực gì được gây ra bởi các người dân/công an trong suốt thời gian vụ biểu tình diễn ra.

## Nguyên nhân
Theo các nguồn tin trong nước, vụ biểu tình xảy ra là do một số kẻ đã lợi dụng sự cả tin, đời sống còn khó khăn của đồng bào H'Mông, loan tin rằng "vào ngày 21 tháng 5 năm 2011 sẽ là ngày tận thế" và trong những ngày đầu tháng 5, tại Mường Nhé sẽ xuất hiện "một thế lực siêu nhiên" mang mọi người đến miền đất hứa, được ban sức khỏe, hạnh phúc và giàu sang nên nhiều người đã đứng dậy đòi biểu tình dấu tranh tôn giáo và giành quyền tự trị từ chính quyền. Đồng thời với đó cũng là do sự phóng đại của các trang mạng "phản động" đưa tin xuyên tạc về cuộc biểu tình là "bạo động lật đổ chính quyền" và "đàn áp dã man".
Nhưng theo các nguồn tin từ các trang báo quốc tế như BBC Tiếng Việt, RFA Tiếng Việt hay RFI tiếng Việt, vụ biểu tình của người H'Mông xảy ra là nhằm "đòi tự do tôn giáo, quyền sở hữu đất và quyền tự trị", cùng với đó là yêu cầu bình đẳng đối xử trong quan hệ xã hội với các tộc người khác ở Việt Nam, nhất là đối với người Kinh.

## Ảnh hưởng

### Trong nước
Theo các nguồn báo trong nước, do sự ảnh hưởng từ dân trí thấp, sự nhẹ dạ cả tin và thiếu hiểu biết của đa số người dân nơi đây khi theo đạo Vàng Chứ nên họ đã tin đạo một cách mù quáng, từ đó gây ra vụ biểu tình gây ảnh hưởng đến cuộc bầu cử Quốc hội Việt Nam khóa XIII sắp diễn ra sau đó, làm mất uy tín và tạo cơ hội cho những "kẻ phản động" loan tin sai sự thật trên truyền thông thế giới.

### Quốc tế
Sau khi vụ biểu tình xảy ra, Đại sứ quán Hoa Kỳ tại Hà Nội đã tiến hành kiểm chứng thông tin rằng đã có người chết trong vụ bạo động của người H'Mông ở Mường Nhé, Điện Biên.
Trong khi đó, những phóng viên nhà báo người nước ngoài thường trú ở Việt Nam đã nói rằng họ không được phép tới khu vực đang xảy ra sự kiện mà nhiều người cho là bất ổn sắc tộc quy mô nhất từ sau cuộc biểu tình của người Thượng ở Tây Nguyên năm 2004 nhằm "tránh đưa tin sai lệch ra quốc tế gây ảnh hưởng đến công tác bầu cử Quốc hội Việt Nam sắp diễn ra".